# 芋粥
《芋粥》（日语：／ Imogayu），日本作家芥川龍之介於1916年9月發表之短篇小說。初載於新小說，典出《今昔物語》卷二十六「利仁將軍若時從京敦賀將行五位語第十七」，《宇治拾遺物語》第一「利仁芋粥的故事」。在發表此小說的兩個月前，即1916年7月，芥川於東京帝國大學英語部取得畢業資格，其成績優異，於同屆二十人中位列第二。

## 故事概要
日本元慶至仁和年間，有位不知名的五位（古代日本之低級官階）。他人到中年，樣貌醜陋，鼻子紅紅，還有輕微駝背。他常遭人戲弄，恥笑，連無階位的武士及京都城內的小童，也視其如無物。
他在攝政藤原基經府中工作賺取微薄的薪水。由於相貌不揚，又不擅辭令，他實已無晉昇機會。不過，縱然前路艱困，無人作伴，他也有活下去的動力，那就是能飽餐芋粥。所謂芋粥，是山芋與甘葛汁同熬而成的熱食，味道鮮甜甘潤，可謂當時的上佳珍餚。
芋粥是佳餚，只有達官顯貴才能品嘗，故地位低下的五位只能一年吃一次，且還不是自己買來吃，而是在「臨時之客」（古時皇族舉行盛宴，殘下的菜餚分給低級武士官員享用的餐宴）的宴會上吃到，份量也僅及潤潤喉嚨而已。
一次，在臨時之客中，五位喝過那夢寐以求的芋粥後，意猶未盡，自言自語：「如果能飽餐一頓芋粥就好了。」豈料這話傳入家世顯赫的武士利仁耳中。利仁聽後，羞辱五位，問他可要到府上吃一頓飽足的芋粥。五位不好意思，不想推辭，只好答應。
數天之後，利仁帶來僕從與兩匹名馬，接五位赴宴。然而，利仁並未給五位一個確切地點，只是一直往前走，把京都遠遠拋在後頭。五位大感不安，這時利仁才解釋，他們要到位處越前的敦賀，利仁的府宅就在該地。然而，前往越前的道路險艱，常有盜賊劫殺旅人之傳聞。不過，五位即使不安，也不敢推托，只得硬著頭皮，繼續餘下的路。
翌日晚上，五位一行人終於來到利仁古雅寬廣的宅邸，利仁熱情招待五位，並說明天早上，芋粥宴就要開始。五位的夢想快要實現，但這時的他卻突感空虛。多年來的希望，竟這麼兒戲的就達成了，那麼日後的生活還有何意義？縱使身體暖和舒服，但五位難以入睡。
早晨，利仁公館的傭人將堆積如山的山芋切片，放入大釜煮熬，而大釜中，早已倒滿了濃甜的甘葛汁，香氣四溢。但這時的五位卻感嘔心，那個飽餐芋粥的念頭已消失無蹤。芋粥燒好了，僕人舀入五位的大碗，利仁及其岳父三催四請，要五位不要客氣，儘量多吃。才吃下半碗，五位已非常難受，但利氏一家依然催請，五位不知該怎麼辦。這時，庭院外，一頭美麗輕靈的狐狸奔跑出來，五位一行人曾在途中遇上牠，利仁更傳命要帶牠回公館。利仁看見牠，就命僕人也舀一碗芋粥供其享用，大家的注意力也由五位轉向狐狸。無人再催迫五位吃芋粥了，五位莫名的幸福感，油然生起。

## 外部連結
- 『芋粥』：新字旧仮名 - 青空文庫（日語）